# 印度国家图书馆
印度国家图书馆是一所位于加尔各答贝尔韦代雷府中的图书馆。按照容积和公共纪录来看，它是印度最大的图书馆。印度国家图书馆由印度政府的文化旅游部管辖。图书馆用来收集，传播和保存印度发行的资料。其藏书超过220万册。在印度独立之前，这是曾是孟加拉副州长的官邸。